# Угоян
Угоян (якут.  ) — село в Алданском районе Республики Саха (Якутии) России. Входит в Беллетский наслег.

## География
Расположено на левом берегу реки Алдан, у впадения рек Юктэ и Согуру-Сала.
Уличная сеть: ул. Лесная, ул. Набережная, ул. Центральная.

## История
Основано в 1936 году.
Согласно Закону Республики Саха (Якутия) от 30 ноября 2004 года N 173-З N 353-III село вошло в образованное муниципальное образование Беллетский наслег.
В двух километрах к северу от села протекает река Согуру-Сала.

## Население
| 2002 | 2010 | 2021 |
| ---- | ---- | ---- |
| 308  | ↗375 | ↘291 |

Национальный состав
Большинство жителей якуты и эвенки.

## Инфраструктура
В селе расположены Дом культуры, неполная средняя общеобразовательная школа, учреждения здравоохранения и торговли.
Основные производства — оленеводство, пушной промысел.